# 水口栄二
水口 栄二（みずぐち えいじ、1969年1月9日 - ）は、愛媛県八幡浜市出身の元プロ野球選手（内野手、右投右打）・コーチ・YouTuber。
松山商3年生時代の1986年に主将として出場した第68回全国高等学校野球選手権大会で、1大会における安打最多（19安打）を記録。また、現役選手時代には日本プロ野球歴代7位の通算279犠打を記録。そのうち大阪近鉄バファローズに在籍した14年間では、同球団史上最多の通算261犠打を記録。1997年にシーズン最高記録の42犠打を樹立したほか、2001年・2004年にもパシフィック・リーグの最多犠打を達成している。

## 経歴

### 学生時代
松山商業高校から早稲田大学人間科学部スポーツ科学科に進学。松山商時代の1986年には、主将としてチームを夏の甲子園で準優勝に導いた。水口自身も、前年の大会で佐藤勝実（宇部商業高校）が記録した大会最多安打記録（15安打）を大幅に更新する19安打を放つと共に、同じく前年の大会で清原和博（PL学園）が記録した大会最多塁打記録（27塁打）にも並んだ。ちなみに、1年先輩には酒井光次郎がいた。
早稲田大学では、1年生から野球部で遊撃手のレギュラーを獲得。4年生になった1990年には、第80代主将として、チームを15シーズンぶりのリーグ優勝に導いた。東京六大学野球のリーグ戦では、通算で92試合出場。339打数91安打、6本塁打、27打点、打率.268という記録を残す一方で、ベストナインを4回獲得した。
1990年末のプロ野球ドラフト会議で、近鉄バファローズから2位指名を受けて入団（尚、社会人経由ではない早稲田大学としての指名野手は1979年の岡田彰布以来である）。近畿大学呉工学部からドラフト3位で指名された松山商時代の同級生・佐野重樹と、再びチームメイトになった。

### 近鉄時代
近鉄に入団して初めて迎えたキャンプで、当時チームの主砲であったラルフ・ブライアント、鈴木貴久らが打撃練習で外野スタンドに次々と打球を放り込んでいく姿を見てショックを受け、「場違いな世界に来てしまった。自分のような非力なバッターがプロでやっていけるんだろうか」と近鉄に入団したことを後悔したという。
1年目の1991年から、猛打の近鉄打線の中で小技のできる内野手として重宝され、代走や守備固めで68試合に出場した。だが、1992年、1993年も、二塁の大石大二郎、遊撃の吉田剛のサポート役としての起用が多く、レギュラーを奪うまでには至らなかった。1993年11月29日には、翌1994年度の年俸1500万円（前年比500万円増額）で契約更改した。
1994年に吉田に代わり遊撃手のレギュラーを獲得し、打率.272の活躍で初の100試合出場を達成した。翌1995年も「2番・遊撃手」に定着。
1996年シーズン中盤から大石の衰えにより二塁手へコンバートされ、自己最多の8本塁打を放った。同年はオールスターゲームに出場。以後、近鉄バファローズが消滅するまで二塁手として最も多く出場。
1999年は開幕戦で太もも負傷、8月のぎっくり腰などで一軍と二軍を行き来する状況で、正二塁手を高須洋介に譲り、本人は30試合の出場にとどまってしまう。
2000年はそれまで1番だった大村直之が前年からの不振を引きずり、春先は武藤孝司も不振。好調の水口が1番を務め6月中旬までは3割をキープしていたがその後は不振になり、そのままシーズンを終える。後半戦は武藤の怪我もあり、12試合遊撃手で先発出場している。
2001年、大阪近鉄バファローズの12年ぶりの優勝に不動の2番・セカンドとして貢献した。僅差の2位で迎えた9月17日の対西武戦での松坂大輔からの決勝打や、(自身の現役生活唯一のポストシーズン)ヤクルトスワローズとの日本シリーズ第2戦での島田直也からの同点3ランなど時に目を見張るような活躍を見せた。
2002年と2003年は100試合未満の出場に終わるが、2004年は3年ぶりに規定打席に到達し打率も.293と好調だった。
オフの分配ドラフトを経てオリックス・バファローズに移籍。近鉄出身者としては数少ない仰木彬監督時代を知る選手でチームの融和に努めた。

### オリックス時代
2005年は平野恵一・塩崎真らとの併用で起用され、三塁手としても起用されるようになる。
2006年8月30日の対西武戦で1500試合出場を達成した。7月2日対西武戦において二度のバッテリーミスがあり、この件に関しての三輪隆バッテリーコーチの指摘が投手陣にのみ向けられたことに対し、チームリーダー的な存在である水口が、投手陣だけでは無く捕手にもミスを指摘すべきであると不満を爆発させたものと思われるとトラブルがあった。
2007年は前年より出場機会が減り、9月29日に現役引退を表明。打撃コーチ就任が発表された。10月2日、京セラドーム大阪でのレギュラーシーズン最終戦である福岡ソフトバンクホークス戦の6回裏に代打として登場し、プロ最終打席の結果は三塁ゴロだった。試合後に引退セレモニーが行われ、現役最終年は52試合の出場で幕を閉じた。

### オリックスコーチ時代
2008年からは、オリックスに残って一軍打撃コーチを担当していた。しかし2012年には、公式戦開幕直後から一軍で打撃不振が続いたことから、岡田監督の判断で大島公一と入れ替わる恰好でシーズン途中で二軍打撃コーチへ降格。そのまま一軍へ復帰することなく、シーズン終了後の同年10月6日付で球団からコーチ職の解任を通告された。

### オリックスコーチ退任後
オリックスを退団した2013年からは、西宮市で、小学4年生から中学3年生までを対象にした有料会員制の野球教室「水口栄二の野球心（みずぐちえいじのやきゅうしん）」を開講。少年野球チームや個人への出張指導にも乗り出している。

### 阪神コーチ時代
2022年10月22日、オリックスコーチ時代の監督であり、同年から阪神の監督を務める岡田からの就任要請を受け、翌年より阪神タイガースの一軍打撃コーチとして11年ぶりに現場に復帰することが発表された。背番号は73。
阪神タイガースの18年ぶりレギュラーシーズン最高勝率や2023年のセントラル・リーグクライマックスシリーズ及び2023年の日本シリーズ制覇に一軍打撃コーチとして大きく貢献。11月23日に兵庫県と大阪府で開催された優勝記念パレードにて選手団とともに凱旋、多くのファンから祝福をされた。

## 選手としての特徴
バットのヘッドを投手方向に向け、頭上で円を描くようにバットをしならせて球を打ち返す独特な打撃フォームが特徴。現役生活17年間で279犠打を記録するなど、堅実な打撃で“いてまえ打線”の貴重なつなぎ役として活躍した。守備では主に二遊間を守り、広い守備範囲を誇った。

## 詳細情報

### 年度別打撃成績
| 年 度      | 球 団      | 試 合 | 打 席 | 打 数 | 得 点 | 安 打 | 二 塁 打 | 三 塁 打 | 本 塁 打 | 塁 打 | 打 点 | 盗 塁 | 盗 塁 死 | 犠 打 | 犠 飛 | 四 球 | 敬 遠 | 死 球 | 三 振 | 併 殺 打 | 打 率 | 出 塁 率 | 長 打 率 | O P S |
| ---------- | ---------- | ----- | ----- | ----- | ----- | ----- | -------- | -------- | -------- | ----- | ----- | ----- | -------- | ----- | ----- | ----- | ----- | ----- | ----- | -------- | ----- | -------- | -------- | ----- |
| 1991       | 近鉄       | 68    | 70    | 61    | 5     | 15    | 3        | 0        | 0        | 18    | 3     | 2     | 2        | 6     | 0     | 3     | 0     | 0     | 13    | 1        | .246  | .281     | .295     | .576  |
| 1992       | 近鉄       | 53    | 48    | 43    | 4     | 9     | 1        | 0        | 0        | 10    | 2     | 3     | 0        | 2     | 0     | 3     | 0     | 0     | 10    | 1        | .209  | .261     | .233     | .493  |
| 1993       | 近鉄       | 52    | 74    | 67    | 10    | 20    | 6        | 1        | 0        | 28    | 7     | 6     | 2        | 3     | 2     | 2     | 0     | 0     | 4     | 1        | .299  | .310     | .418     | .728  |
| 1994       | 近鉄       | 107   | 377   | 334   | 52    | 91    | 23       | 2        | 5        | 133   | 43    | 1     | 2        | 13    | 3     | 24    | 0     | 3     | 36    | 6        | .272  | .324     | .398     | .722  |
| 1995       | 近鉄       | 107   | 404   | 365   | 31    | 98    | 5        | 1        | 2        | 111   | 26    | 6     | 2        | 5     | 3     | 30    | 1     | 1     | 49    | 7        | .268  | .323     | .304     | .627  |
| 1996       | 近鉄       | 121   | 514   | 442   | 53    | 124   | 18       | 2        | 8        | 170   | 28    | 5     | 0        | 32    | 3     | 35    | 2     | 2     | 48    | 11       | .281  | .334     | .385     | .719  |
| 1997       | 近鉄       | 120   | 488   | 388   | 54    | 110   | 16       | 2        | 7        | 151   | 50    | 10    | 1        | 42    | 3     | 52    | 1     | 3     | 42    | 7        | .284  | .370     | .389     | .759  |
| 1998       | 近鉄       | 124   | 442   | 373   | 47    | 87    | 13       | 3        | 2        | 112   | 36    | 6     | 4        | 26    | 3     | 37    | 0     | 3     | 33    | 8        | .233  | .305     | .300     | .606  |
| 1999       | 近鉄       | 30    | 76    | 61    | 9     | 16    | 2        | 0        | 2        | 24    | 3     | 1     | 0        | 2     | 1     | 11    | 0     | 1     | 4     | 2        | .262  | .378     | .393     | .772  |
| 2000       | 近鉄       | 129   | 548   | 462   | 57    | 116   | 16       | 1        | 3        | 143   | 39    | 1     | 4        | 20    | 6     | 59    | 0     | 1     | 54    | 3        | .251  | .333     | .310     | .643  |
| 2001       | 近鉄       | 110   | 502   | 403   | 68    | 117   | 10       | 0        | 3        | 136   | 30    | 1     | 2        | 38    | 0     | 60    | 0     | 1     | 45    | 10       | .290  | .384     | .337     | .721  |
| 2002       | 近鉄       | 94    | 363   | 314   | 48    | 80    | 12       | 0        | 5        | 107   | 23    | 0     | 1        | 26    | 1     | 20    | 0     | 2     | 43    | 2        | .255  | .303     | .341     | .643  |
| 2003       | 近鉄       | 96    | 350   | 304   | 36    | 88    | 9        | 2        | 5        | 116   | 38    | 0     | 0        | 19    | 1     | 25    | 0     | 1     | 41    | 5        | .289  | .344     | .382     | .726  |
| 2004       | 近鉄       | 118   | 473   | 389   | 55    | 114   | 20       | 0        | 6        | 152   | 40    | 0     | 0        | 27    | 4     | 50    | 0     | 3     | 60    | 6        | .293  | .374     | .391     | .765  |
| 2005       | オリックス | 89    | 216   | 178   | 14    | 47    | 4        | 0        | 2        | 57    | 15    | 0     | 0        | 13    | 1     | 22    | 1     | 2     | 31    | 3        | .264  | .350     | .320     | .670  |
| 2006       | オリックス | 91    | 270   | 243   | 18    | 62    | 7        | 0        | 3        | 78    | 24    | 0     | 1        | 4     | 4     | 19    | 0     | 0     | 42    | 9        | .255  | .305     | .321     | .625  |
| 2007       | オリックス | 52    | 95    | 83    | 4     | 19    | 3        | 1        | 0        | 24    | 10    | 1     | 1        | 1     | 1     | 9     | 2     | 1     | 14    | 1        | .229  | .309     | .289     | .598  |
| 通算：17年 | 通算：17年 | 1561  | 5310  | 4510  | 565   | 1213  | 168      | 15       | 53       | 1570  | 417   | 43    | 22       | 279   | 36    | 461   | 7     | 24    | 569   | 83       | .269  | .338     | .348     | .686  |

- 各年度の太字はリーグ最高

### 記録
初記録
- 初出場：1991年5月11日、対福岡ダイエーホークス6回戦（長岡市悠久山野球場）、9回表に遊撃手として途中出場
- 初安打：1991年5月14日、対西武ライオンズ7回戦（藤井寺球場）、7回裏に渡辺智男から
- 初先発出場：1991年5月16日、対西武ライオンズ8回戦（藤井寺球場）、「9番・遊撃手」として出場
- 初犠打：同上、9回裏に石井丈裕から捕手前犠打
- 初打点：1991年6月8日、対ロッテオリオンズ10回戦（藤井寺球場）、4回裏に荘勝雄から
- 初盗塁：1991年6月9日、対ロッテオリオンズ11回戦（藤井寺球場）、3回裏に二盗（投手：笠原栄一、捕手：マイク・ディアズ）
- 初本塁打：1994年4月22日、対オリックス・ブルーウェーブ1回戦（日生球場）、4回裏に星野伸之から

節目の記録
- 1000試合出場：2001年8月29日、対千葉ロッテマリーンズ23回戦（大阪ドーム）、「2番・二塁手」として先発出場 ※史上374人目
- 200犠打：2002年6月19日、対オリックス・ブルーウェーブ11回戦（グリーンスタジアム神戸）、5回表にエド・ヤーナルから ※史上21人目
- 1000安打：2004年5月3日、対西武ライオンズ7回戦（西武ドーム）、3回表に帆足和幸から左前安打 ※史上217人目
- 250犠打：2004年6月8日、対西武ライオンズ13回戦（大阪ドーム）、1回裏に西口文也から ※史上8人目
- 1500試合出場：2006年8月30日、対西武ライオンズ17回戦（スカイマークスタジアム）、「7番・一塁手」として先発出場 ※史上146人目

その他の記録
- オールスターゲーム出場：1回（1996年）

### 背番号
- 32（1991年 - 1994年）
- 10（1995年 - 2004年）
- 7（2005年 - 2007年）
- 90（2008年 - 2012年）
- 73（2023年 - 2024年）